# Бакиров, Шаймерден Бакирович
Шаймерден Бакирович Бакиров — советский хозяйственный, государственный и политический деятель.

## Биография
Родился в 1930 году в ауле Тартугай. Член КПСС.
С 1947 года — на хозяйственной, общественной и политической работе. В 1947—1993 гг. — участковый гидротехник, начальник
Казалинского райводхоза, главный инженер, начальник Чиилийского райводхоза, зам. зав. отделом Кзыл-Ординского обкома партии, управляющий трестом, главный инженер треста «Кзылордаводстрой», заведующий отделом Кзыл-Ординского обкома партии, первый секретарь Яныкурганского райкома партии, председатель Кзыл-Ординского облисполкома, заместитель министра мелиорации и водного хозяйства Казахской ССР, главный специалист института «Казгипроводхоз».
Избирался депутатом Верховного Совета Казахской ССР 8-го и 9-го созыва. Делегат XXIV и XXV съезда КПСС.
Умер в августе 1998 года.